# Riolama grandis
Riolama grandis — вид ящірок родини гімнофтальмових (Gymnophthalmidae). Ендемік Бразилії. Описаний у 2020 році.

## Поширення і екологія
Riolama grandis мешкають на горі Небліна на Гвіанському нагір'ї, в штаті Амазонас. Вони живуть у високогірних чагарниках.